# American Booksellers Association
L’American Booksellers Association è un'associazione di categoria senza scopo di lucro, che raccoglie i piccoli distributori indipendenti del mercato editoriale statunitense. Fondata nel 1900, assiste i suoi membri più rilevante per la comunità e la cultura locali del loro territorio con la fornitura di prodotti, servizi, corsi di formazione, l'organizzazione di eventi promozionali, la politica pubblica e l'assistenza legale. L'associazione è gestita da 10 distributori a titolo gratuito, ed ha sede a White Plains nello Stato di New York.
La fondazione no-profit American Booksellers Foundation for Free Expression (ABFFE) fornisce supporto e assistenza ai cittadini statunitensi per la difesa della libertà di parola, in accordo col Primo emendamento. La fondazione fu protagonista nel 2009 del caso American Booksellers Foundation for Free Expression v. Strickland.